# Susanne Hennig-Wellsow
Susanne Hennig-Wellsow (Demmin, 13 d'octubre de 1977) és una política alemanya que és copresidenta federal de Die Linke des 2021. Des de 2004, va exercir com a membre del Parlament Regional de Turíngia, líder estatal de Turíngia del partit des de novembre de 2013 i líder del grup parlamentari estatal des de desembre de 2014.

## Trajectòria
Hennig-Wellsow es va graduar a l'escola secundària esportiva d'Erfurt el 1996. De 1984 a 1999 va competir en patinatge de velocitat sobre gel. El 1996, va començar a estudiar Ciències de l'Educació a la Universitat d'Erfurt, on es va graduar el 2001. Està casada, té un fill i viu a Erfurt.
El 2001, Hennig-Wellsow va començar a treballar per al grup parlamentari de Die Linkspartei (PDS) com a assistent d'investigació en temes d'educació i mitjans de comunicació. En les eleccions estatals de 2004, va ser elegida membre del Parlament Regional de Turíngia en la llista del PDS. Es va convertir en membre de Die Linke després que el PDS s'integrés al nou partit el 2007.
En les eleccions estatals de 2009, Hennig-Wellsow va ser reelegida com a membre del Parlament Regional, aquesta vegada com en representació del districte electoral d'Erfurt II, derrotant el diputat de la Unió Demòcrata Cristiana d'Alemanya, Michael Panse. El novembre de 2011, Hennig-Wellsow es va convertir en líder adjunt de la branca a Turíngia de Die Linke.
Al congrés de Die Linke celebrat a Suhl del 16 al 17 de novembre de 2013, Hennig-Wellsow va ser elegida líder estatal del partit. Va ser reelegida per al Parlament Regional com a representant d'Erfurt II a les eleccions estatals de 2014, obtenint el 31% dels vots.
Després que Bodo Ramelow fos elegit ministre president el desembre de 2014, Hennig-Wellsow el va succeir com a líder del grup parlamentari de Die Linke. En una conferència del partit a Gotha el novembre de 2015, va ser reelegida com a líder estatal amb el 75,4% dels vots. Aquest fet va generar controvèrsia, ja que és inusual a Die Linke que el lideratge tant del partit com del grup parlamentari recaigui sobre la mateixa persona. Es va proposar una esmena per prevenir aquesta pràctica que no va prosperar, i va poder mantenir les dues funcions. Va ser reelegida una vegada més el 2017 amb el 85% dels vots i al Parlament Regional a les eleccions estatals de 2019 amb una majoria augmentada del 32,7%. Dues setmanes després va ser reelegida com a líder estatal del partit.
El setembre de 2020, Hennig-Wellsow va anunciar la seva candidatura a la copresidència federal de Die Linke. També va acollir amb satisfacció la candidatura de Janine Wissler i va expressar la seva esperança que es triés una copresidència formada exclusivament per dones. Va anunciar que deixaria la política estatal i buscaria ser triada per al Bundestag si era confirmada com a presidenta del partit. Hennig-Wellsow va ser triada copresidenta federal en una conferència del partit el 27 de febrer de 2021, obtenint el 70,5% dels vots emesos.